# Kinbach
Kinbach (mundartlich: Khiba) ist ein Gemeindeteil der Gemeinde Sigmarszell im bayerisch-schwäbischen Landkreis Lindau (Bodensee).

## Geographie

Kinbach-Obermühle mit Grenzübergang zu Gmünd (1959)

Das Dorf liegt circa zwei Kilometer nordöstlich des Hauptorts Sigmarszell. Südlich der Ortschaft fließt – zum Teil im Naturschutzgebiet Rohrachschlucht – der Rickenbach, der hier die Staatsgrenze zu Hohenweiler im österreichischen Vorarlberg bildet. In Kinbach befindet sich bei der Obermühle ein Grenzübergang zu Gmünd, Hohenweiler. Durch den Ort verläuft die Bundesstraße 308 (Queralpenstraße).

## Ortsname
Der Ortsname setzt sich aus den mittelhochdeutschen Wörtern bach für Bach und kien für Kien, Kiefer zusammen und bedeutet somit (Siedlung am) Bach, an dem Kiefern wachsen.

## Geschichte
Durch den heutigen Ort führte die Römerstraße Kempten–Bregenz, von der vermutlich hier die Römerstraße Via Decia abzweigte. Nordwestlich des Ortes befindet sich heute ein Bodendenkmal eines römischen Burgus.
Kinbach wurde erstmals urkundlich um das Jahr 1290 als Cienbach in einem Zinsrodel des Klosters Mehrerau erwähnt. 1505 wurden vier Häuser im Ort gezählt. Im Jahr 1771 fand die Vereinödung Kinbachs mit fünf Teilnehmern statt. Kinbach gehörte einst zum Gericht Simmerberg.

### Obermühle
Die Obermühle am Rickenbach war einst Burgmühle der Waldburg. Die Mahl- und Sägemühle wurde erstmals im Jahr 1320 erwähnt. Im Jahr 1956 wurde der Mahlbetrieb eingestellt.